# Augusto Pinochet
Augusto José Ramón Pinochet Ugarte (Valparaíso, 25 november 1915 – Santiago, 10 december 2006) was een Chileens generaal en politicus. Hij was dictator vanaf zijn staatsgreep met hulp van de Verenigde Staten op 11 september 1973, waarbij president Salvador Allende om het leven kwam, tot aan 1990. Deze staatsgreep vond plaats met steun van de CIA, nadat Allende bepaalde industrieën had genationaliseerd. Pinochets economisch beleid was neoliberaal en omvatte economische liberalisering, protectionistische maatregelen, de afschaffing van vakbonden en de privatisering van de gezondheidszorg. Milton Friedman, Nobelprijswinnaar, aanhanger van de vrijemarkteconomie en adviseur van VS-president Reagan, noemde de heroriëntatie van de economie onder Pinochet het Chileens wonder. Tegenstanders van Pinochets beleid hekelden echter onder meer de sterke stijging van de economische ongelijkheid die dit beleid teweegbracht. Ook de zeer repressieve acties tegen tegenstanders en zijn eigen vermeende financiële mistoestanden zorgen ervoor dat Pinochet een van de meest omstreden persoonlijkheden uit de Chileense geschiedenis is.

## Vroege jaren en staatsgreep

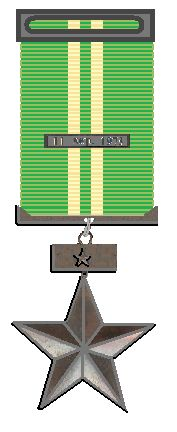
Ster voor de coupplegers, de Ster voor Belangrijke Diensten op 11 September

Pinochet studeerde af aan de militaire academie in 1937. Pinochet vervolgde zijn militaire carrière en wist snel op te klimmen. In 1971 werd hij benoemd tot divisiegeneraal. Op 22 augustus 1973 werd hij na het aftreden van generaal Carlos Prats door president Allende tot opperbevelhebber van het Chileense leger benoemd.
Op dat moment voerde Allende een socialistisch bewind. Vanwege dit bewind en de zware economische en sociale problemen pleegde een groep officieren geleid door Pinochet op 11 september 1973 een staatsgreep waarbij Allende afgezet werd en om het leven kwam. Volgens de officiële lezing pleegde hij zelfmoord, hoewel anderen menen dat hij vechtend om het leven kwam tijdens de staatsgreep. Volgens zijn eigen memoires was Pinochet de leider van de staatsgreep, hoewel andere officieren later verklaard hebben dat Pinochet nauwelijks bij de voorbereidingen was betrokken en zich pas kort voor de staatsgreep bij de coupplegers aansloot. De staatsgreep werd gesteund door de Amerikaanse Central Intelligence Agency (CIA), die vreesde dat Allende's Chili een springplank zou gaan vormen voor het communisme in Latijns-Amerika.
Na de staatsgreep werd Pinochet benoemd tot hoofd van een voorlopige regeringsjunta. Een jaar later werd hij tot president benoemd.

## Regering

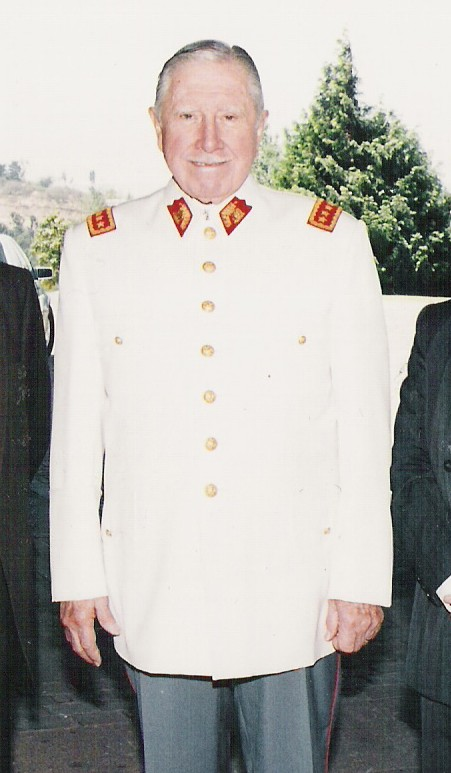
Pinochet in uniform, circa 1995

In de eerste drie jaar van zijn regering van het politiek sterk verdeelde Chili liet hij zeker 130.000 tegenstanders arresteren, van wie een deel als politieke gevangenen tijdelijke straffen kreeg en enkele tienduizenden gevangenen werden gemarteld. Rond de drieduizend (extreem)linkse tegenstanders werden gedood of verdwenen; tienduizenden verlieten het land.
Pinochet brak radicaal met het economische beleid van Allende en schakelde over op een economische vrijemarktpolitiek, die Pinochet grotendeels overliet aan de Chicago Boys, Amerikaanse economen van de school van Chicago (Milton Friedman e.a.). Na de machtsovername van Pinochet werden veel staatsbedrijven geprivatiseerd. Ook het Chileense pensioensysteem en de gezondheidszorg werden geprivatiseerd. In de eerste jaren van de militaire dictatuur werd 10% op de sociale overheidsuitgaven bezuinigd, terwijl het budget van het leger steeg. In 1975 besnoeide Pinochet de overheidsuitgaven in één klap met 27% en bleef bezuinigen tot de overheidsuitgaven in 1980 de helft van het budget onder Allende bedroeg. Door dit economisch beleid kromp de Chileense economie in 1975 met 15%. De industriële productie daalde met 27% en de werkloosheid liep op van 3% naar 20%. Prijzen van levensgoederen stegen explosief. Tussen september 1973 en oktober 1975 steeg de consumentenprijsindex over de 3000%. Een gezin moest 74% van het inkomen besteden aan brood, terwijl dit onder Allende slechts 10% was.
Vanaf 1978 begon een periode van sterke economische groei, wat soms het Chileense wonder wordt genoemd. Tevens werden de ontwrichte sociale voorzieningen enigszins hersteld. Hoewel de uitgaven van de overheid daalden, steeg de staatsschuld van 3,5 miljard dollar in 1973 naar 17 miljard dollar in 1982. Dit kwam voornamelijk door de sterk gedaalde overheidsinkomsten ten gevolge van de hoge werkloosheid, lage lonen voor arbeiders, lage belastingen voor rijken en door het importeren van goederen.
In 1982 brak de tweede grote economische crisis in Chili onder Pinochet uit, waarbij zestien van de vijftig financiële instituten failliet gingen. In 1982 en 1983 werd een deel van de banken genationaliseerd om het financiële systeem te redden. Het werkloosheidspercentage steeg naar 30%, terwijl dit onder Allende in 1972 slechts 3% was. Nadat Pinochet enkele economische adviseurs en bestuurders liet ontslaan en zijn hervormingsprogramma aanpaste zou de economie vanaf 1985 sterk groeien. Toen de economie in 1988 was gestabiliseerd, leefde 48% van de bevolking onder de armoedegrens. Het besteedbare inkomen van gezinnen in 1989 was slechts 28% van wat ze in 1970 konden uitgeven. De rijkste 10% van de Chileense bevolking hadden hun inkomen met 83% zien toenemen. Tussen 1973 en 1988 was het budget voor volksgezondheid met 60% verlaagd. Dit leidde tot een stijging van tyfus met 121 procent en ook het aantal infecties van hepatitis nam flink toe.
Pinochet was gedurende zijn regering een trouwe bondgenoot van de Verenigde Staten onder president Ronald Reagan en van de Britse premier Margaret Thatcher. Ook de verhouding met de meeste andere landen in Zuid-Amerika was goed, met uitzondering van de zeer gespannen relaties met Argentinië. In 1982 verslechterden de relaties met dat land nog verder toen Chili en Colombia de enige Latijns-Amerikaanse landen bleken die Argentinië niet steunden in de Falklandoorlog tegen het Verenigd Koninkrijk. Sterker nog: Chili bleek het Verenigd Koninkrijk in die oorlog actief te helpen.
Aan het eind van zijn regering gaf Pinochet onder toenemende internationale druk het democratiseringsproces in het land een kans en liet een referendum organiseren, waaruit bleek dat de Chilenen een terugkeer naar de democratie wensten. Vóór zijn aftreden regelde hij dat hijzelf (als zelfbenoemd senator-voor-het-leven) en militaire officieren niet vervolgd mochten worden en levenslange politieke onschendbaarheid en immuniteit van rechtsvervolging zouden genieten.
Na de terugkeer van de democratie in 1990 werd er weer meer een sociaal beleid gevoerd door de regeringen met christendemocraten en sociaaldemocraten. In 1988 leefde 48% van de Chilenen onder de armoedegrens, terwijl dit aantal daalde tot 20% in 2000. Dit werd bereikt door het minimumloon met 17% te verhogen, verdubbeling van de sociale uitgaven aan mensen met de lagere inkomens en verhoging van de belastingen voor de rijken die onder Pinochet extreem gedaald waren.

## Latere jaren en proces
Tijdens een bezoek aan Londen voor een medische behandeling in 1998 werd Pinochet onder huisarrest geplaatst nadat een internationaal arrestatiebevel was uitgevaardigd door de Spaanse rechter Garzón vanwege de martelingen tijdens zijn bewind. De Chileense regering zette de Britse regering onder zware druk om hem niet aan Spanje uit te leveren. Na 16 maanden juridisch en politiek getouwtrek werd Pinochet te ziek bevonden om uit te leveren en mocht hij terugkeren naar Chili. De Britse minister van Binnenlandse Zaken, Jack Straw, achtte Pinochet "mentaal ongeschikt" voor een proces. Zijn status in Chili was echter ernstig aangetast.
In de daaropvolgende jaren werd de bewegingsvrijheid van Pinochet steeds meer beperkt en werd de druk vanuit de media en de linkse politieke bewegingen steeds groter om hem ter verantwoording te roepen. Eind 2004 werd zijn huisarrest opgeschort en werd hij, mogelijk vanwege een beroerte, opgenomen in het militaire hospitaal in Santiago. Pinochet en zijn aanhangers claimden dat hij te ziek zou zijn voor vervolging maar anderen bestreden dit.
In 2005 bepaalden het Lagerhuis en de Senaat dat de grondwetsartikelen, die Pinochet en de zijnen bescherming gaven, afgeschaft moesten worden. Het rechtsproces werd voortgezet. Ondertussen kwamen steeds meer feiten boven water dat tijdens het regime van Pinochet de mensenrechten op grote schaal geschonden waren en dat er vele financiële malversaties plaats hadden gevonden ten gunste van de heersende en rijke elite.

## Overlijden

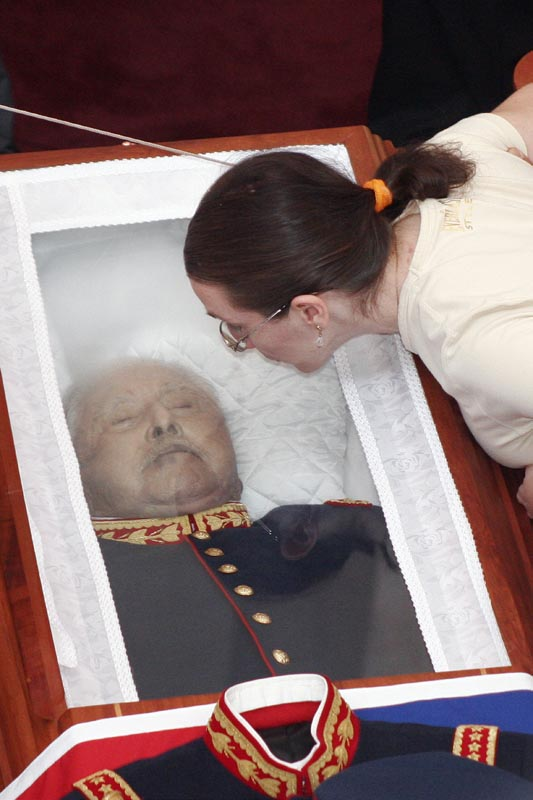
Pinochet, opgebaard, 11 december 2006

In september 2006 werd de weg voor berechting van Pinochet definitief vrijgemaakt doordat zijn immuniteit werd opgeheven. Volgens zijn familie was hij echter wederom te ziek om berecht te worden. Begin december 2006 werd hij na een zware hartaanval in het ziekenhuis opgenomen.
Op de middag van 10 december 2006, de verjaardag van zijn vrouw, overleed Augusto Pinochet op 91-jarige leeftijd in het militair ziekenhuis in de Chileense hoofdstad Santiago. Hij kreeg een rooms-katholieke kerkelijke uitvaart.

## Verantwoordelijkheid
Pinochet heeft nooit officieel spijt betuigd over de moorden, martelingen, verdwijningen en financiële malversaties. Wel gaf Pinochet in een op 11 december 1998 verschenen politiek testament aan 'diepe smart' te voelen voor slachtoffers van zijn regime, maar schreef hierin tevens dat hij alles heeft gedaan om Chili van het communistische gevaar en een mogelijke burgeroorlog te redden. Zijn dochter Lucia bracht een maand voor zijn dood het bericht naar buiten dat hij in privégesprek met haar had aangegeven spijt te hebben van de excessen die met name het eerste deel van zijn regering besloegen. Vergiffenis vragen ging hem evenwel ook toen nog te ver. Zijn nog altijd aanzienlijke schare aanhangers menen dat Pinochet Chili heeft behoed voor een communistische dictatuur en dat hij het land economisch vooruit heeft geholpen. Zijn opvolgers en tegenstanders houden hem en zijn regime echter bovenal verantwoordelijk voor de vele moorden en grootschalige mensenrechtenschendingen en wijzen erop dat hij de Chileense democratie, traditioneel de stabielste van het continent, om zeep heeft geholpen.

## Verfilming
Over het Pinochet-regime zijn verschillende films gemaakt. De film No uit 2012 gaat over de campagnes rond het door Pinochet georganiseerde referendum. Ook in de film Pacto de Fuga (2020) komt de campagne aan de orde. Deze film gaat over de ontsnapping van de gevangen "terroristische" leden van de verzetsgroep 'Manuel Rodriguez Patriotic' in de Santiago Public Gevangenis.
- Bibsys: 90143035
- Biblioteca Nacional de Chile: 000035342
- Biblioteca Nacional de España: XX1022209
- Bibliothèque nationale de France: cb11951531s (data)
- Catàleg d'autoritats de noms i títols de Catalunya: 981058516117306706
- CiNii: DA09814179
- Gemeinsame Normdatei: 118996061
- International Standard Name Identifier: 0000 0001 0718 2167
- Library of Congress Control Number: n79100676
- Nationale Bibliotheek van Letland: 000208544
- National Archives and Records Administration: 10582841
- Bibliotheek van het Japanse parlement: 00452864
- Nationale Bibliotheek van Tsjechië: xx0012919
- Nationale Bibliotheek van Israël: 987007266669205171
- Nationale Bibliotheek van Polen: a0000001182999
- Nederlandse Thesaurus van Auteursnamen: 06901731X
- LIBRIS: 83972
- SNAC: w6251nnx
- Système universitaire de documentation: 027485900
- Virtual International Authority File: 27871838
- WorldCat: E39PBJcgBpDyDXqhTQvHtjfcyd

Manuel Blanco ·
Agustín Eyzaguirre ·
Ramón Freire ·
Francisco Antonio Pinto ·
Ramón Vicuña ·
Francisco Ruiz-Tagle ·
José Tomás Ovalle ·
Fernando Errázuriz ·
José Joaquín Prieto Vial ·
Manuel Bulnes ·
Manuel Montt ·
José Joaquín Pérez ·
Federico Errázuriz ·
Aníbal Pinto ·
Domingo Santa María ·
Manuel Balmaceda ·
Manuel Baquedano · 
Jorge Montt ·
Federico Errázuriz ·
Aníbal Zañartu ·
Germán Riesco ·
Pedro Montt ·
Elías Fernández ·
Emiliano Figueroa ·
Ramón Barros ·
Juan Luis Sanfuentes ·
Arturo Alessandri ·
Luis Altamirano ·
Pedro Pablo Dartnell ·
Emilio Bello Codesido ·
Arturo Alessandri ·
Luis Barros ·
Emiliano Figueroa ·
Carlos Ibáñez ·
Pedro Opaso ·
Manuel Trucco ·
Juan Esteban Montero ·
Arturo Puga ·
Carlos Dávila ·
Bartolomé Blanche Espejo ·
Abraham Oyanedel ·
Arturo Alessandri ·
Pedro Aguirre Cerda ·
Jerónimo Méndez ·
Juan Antonio Ríos ·
Alfredo Duhalde ·
Vicente Merino ·
Alfredo Duhalde ·
Juan Antonio Iribarren · 
Gabriel González ·
Carlos Ibáñez ·
Jorge Alessandri ·
Eduardo Frei Montalva ·
Salvador Allende ·
Augusto Pinochet ·
Patricio Aylwin ·
Eduardo Frei Ruiz-Tagle ·
Ricardo Lagos ·
Michelle Bachelet ·
Sebastián Piñera ·
Michelle Bachelet ·
Sebastián Piñera ·
Gabriel Boric